# Alte Oberfinanzdirektion (Hamburg)
Koordinaten: 53° 32′ 55″ N, 9° 59′ 10,7″ O

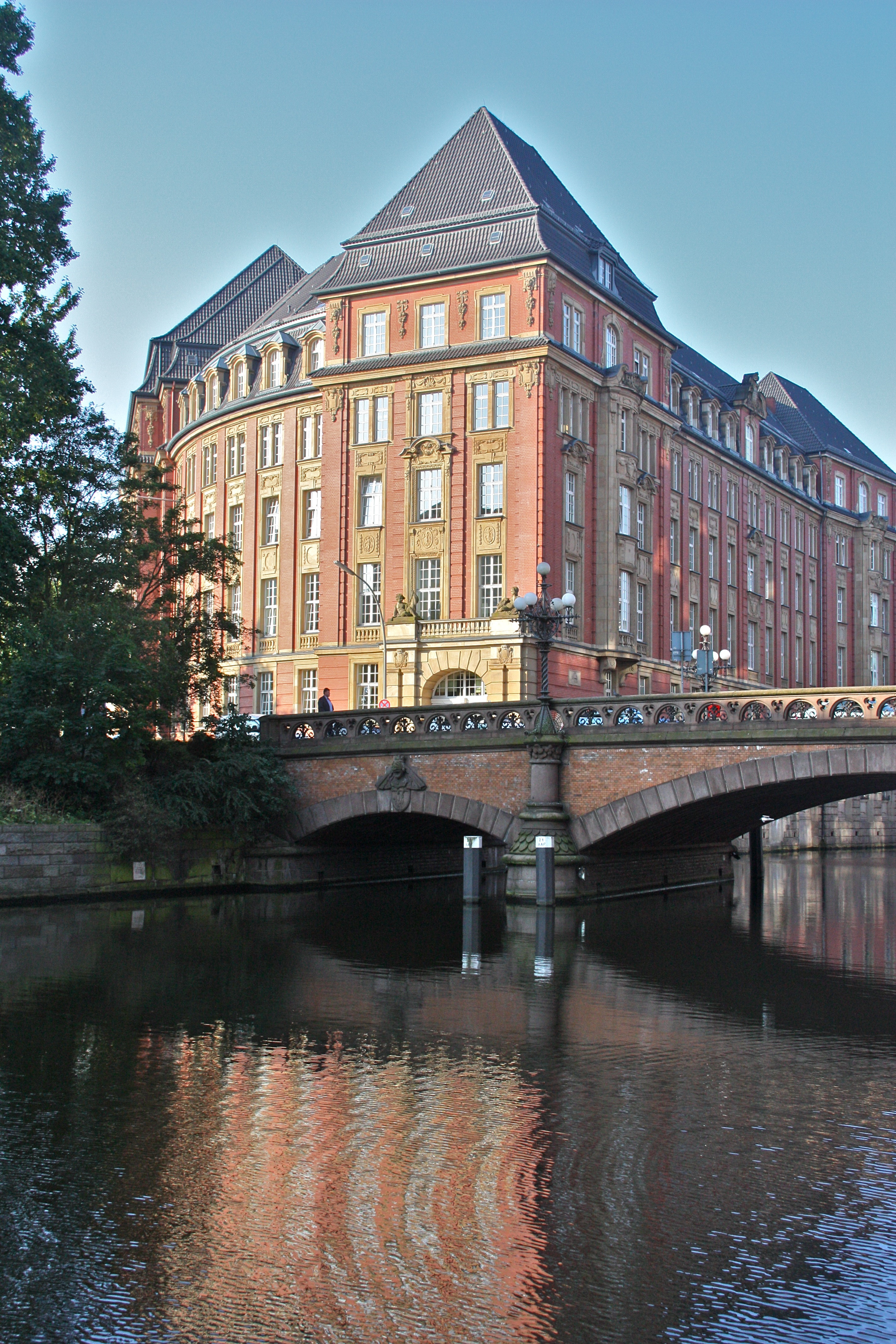
Ansicht über Alsterfleet und Heiligengeistbrücke

Das Gebäude der ehemaligen Oberfinanzdirektion liegt unter der Anschrift Rödingsmarkt 2 an prominenter Stelle in der Hamburger Innenstadt in unmittelbarer Nähe zur Ringlinie der Hamburger Hochbahn und der zentralen Verkehrsachse Willy-Brandt-Straße/Ludwig-Erhard-Straße (ehemalige Ost-West-Straße).

## Bau und Entwurf
Auf dem Areal befand sich seit dem frühen 13. Jahrhundert das Heiligengeisthospital, in dem bereits von 1884 bis zu seinem Abbruch 1906 die Hamburger Steuerverwaltung untergebracht war. Das heutige Gebäude wurde 1907 bis 1910 nach Entwürfen von Albert Erbe erbaut. Es besitzt ein beachtliches Bauvolumen mit rund 15.000 m² Grundfläche, das durch die konvex geschwungene Hauptfront und das abwechslungsreich gegliederte Mansardwalmdach geschickt aufgeteilt wurde. Die gesamte Fassade ist in einer Zusammenstellung aus rotem Backstein mit reichhaltigem und kleinteiligem Sandsteindekor ausgeführt. Hinter dem auf den ersten Blick für ein Gebäude dieser Größe passend dimensionierten Eingangsportal öffnet sich eine überraschend große zweistöckige Eingangshalle, die sehr viele neobarocke Schmuckelemente aufweist. Die üppige Dekoration von Fassade und Eingangsbereich ist für Hamburger Bürogebäude ungewöhnlich.
Das Gebäude hat vier Stockwerke mit den zur Bauzeit üblichen großen Deckenhöhen. Es ist grob dreieckig um einen Innenhof herum angelegt. Dieser Innenhof wird vollständig von einem mit Glasdach versehenen Raum ausgefüllt, der als Bibliothek und Veranstaltungsraum genutzt wird. Die weitaus meisten Büros haben Fenster zur Außenseite des Gebäudes, die Flure und Treppenhäuser haben Fenster zum Innenhof. Im zweiten Stock befindet sich ein durch seinen ovalen Grundriss und den darauf angepassten fest installierten Tisch ungewöhnlicher Sitzungssaal.
Die Luftangriffe auf Hamburg im Zweiten Weltkrieg überstand das Gebäude vergleichsweise leicht beschädigt. Daher ist nicht nur die Fassade noch weitgehend originalgetreu erhalten, sondern auch im Inneren finden sich sehr viele zeittypische Gestaltungselemente. Das betrifft neben der Eingangshalle vor allem Treppenhäuser, Türen, Lampen und Bodenbeläge.

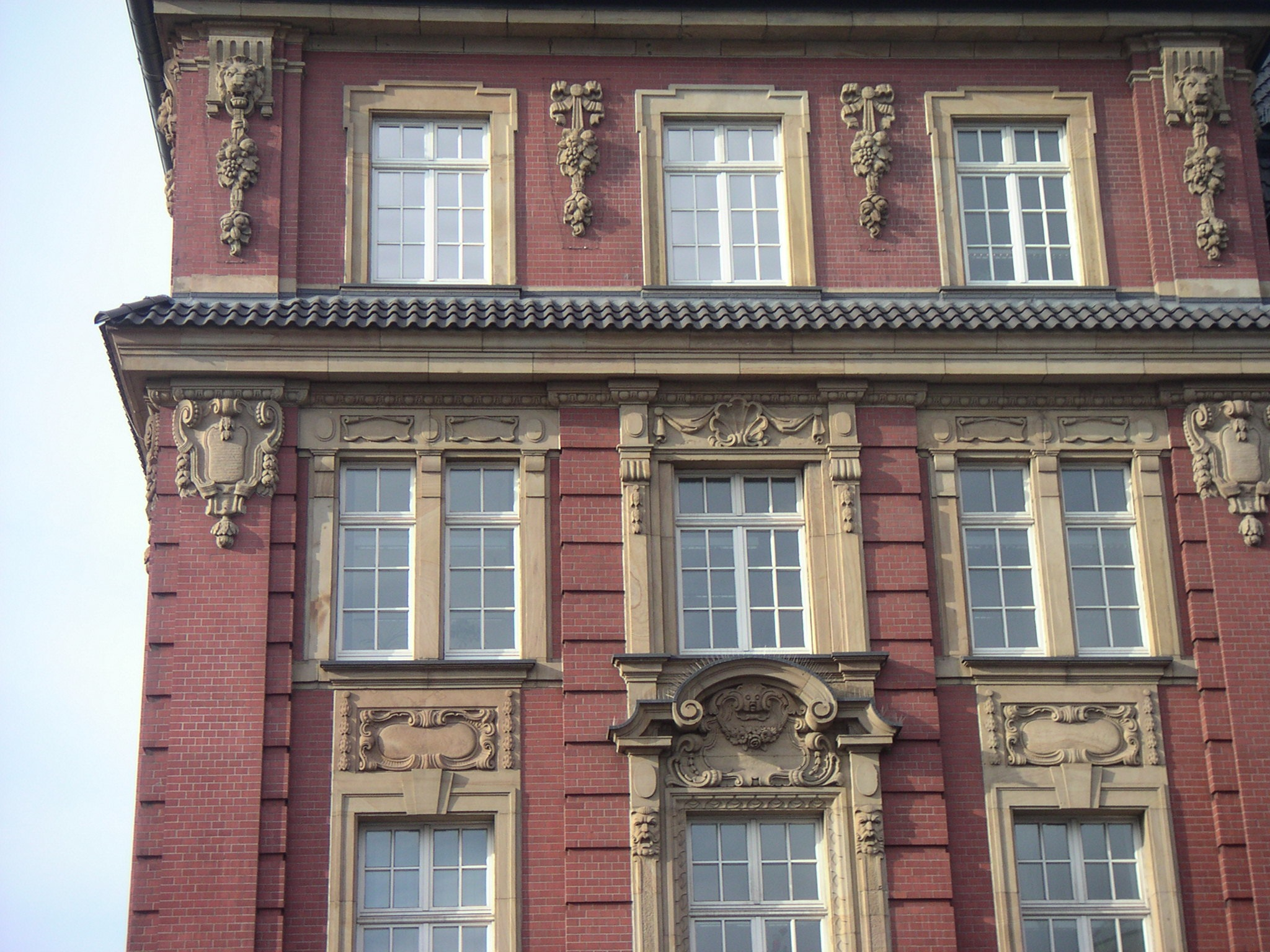
Details der Fassade zum Rödingsmarkt
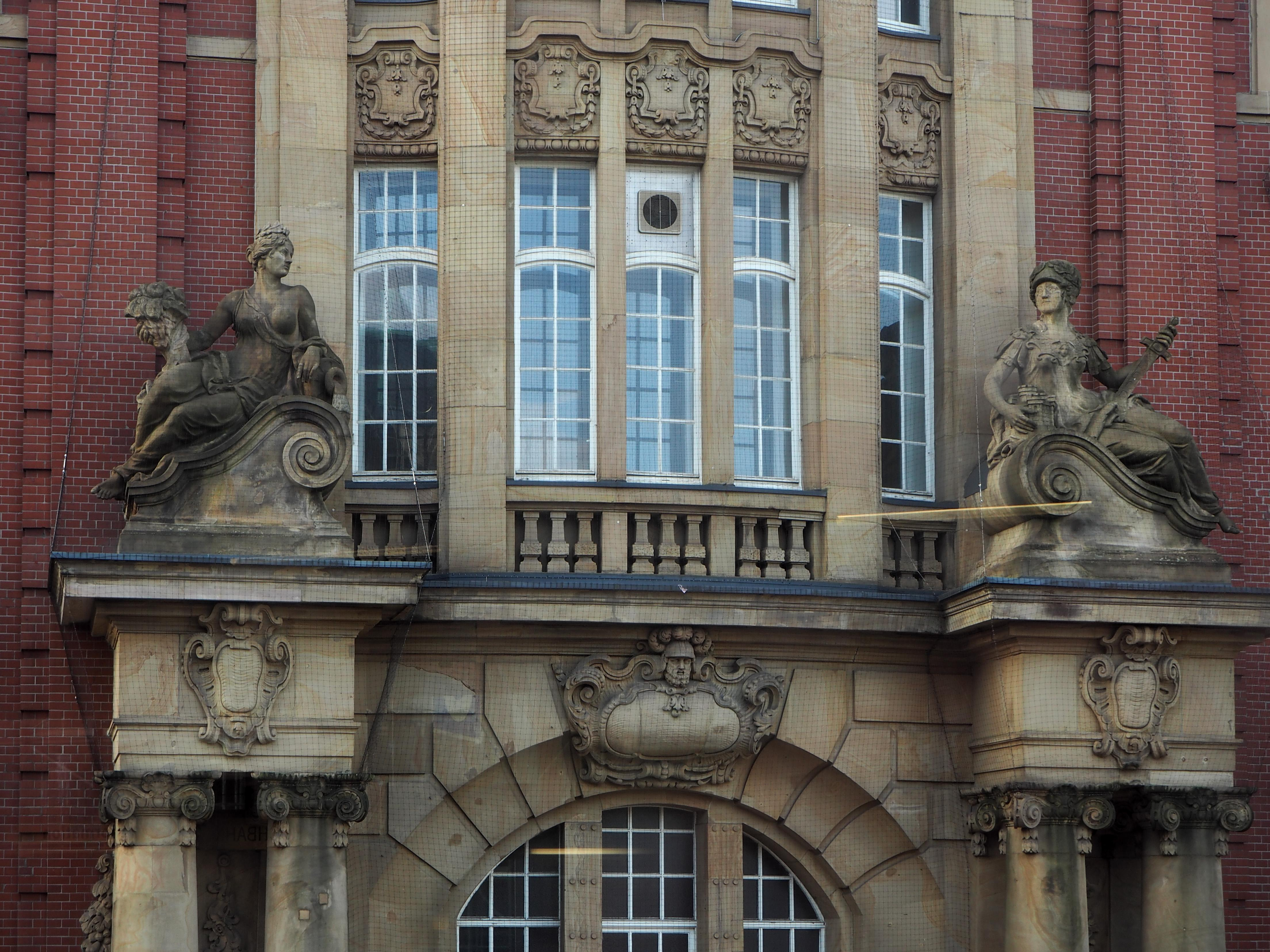
Figuren über dem Eingangsportal
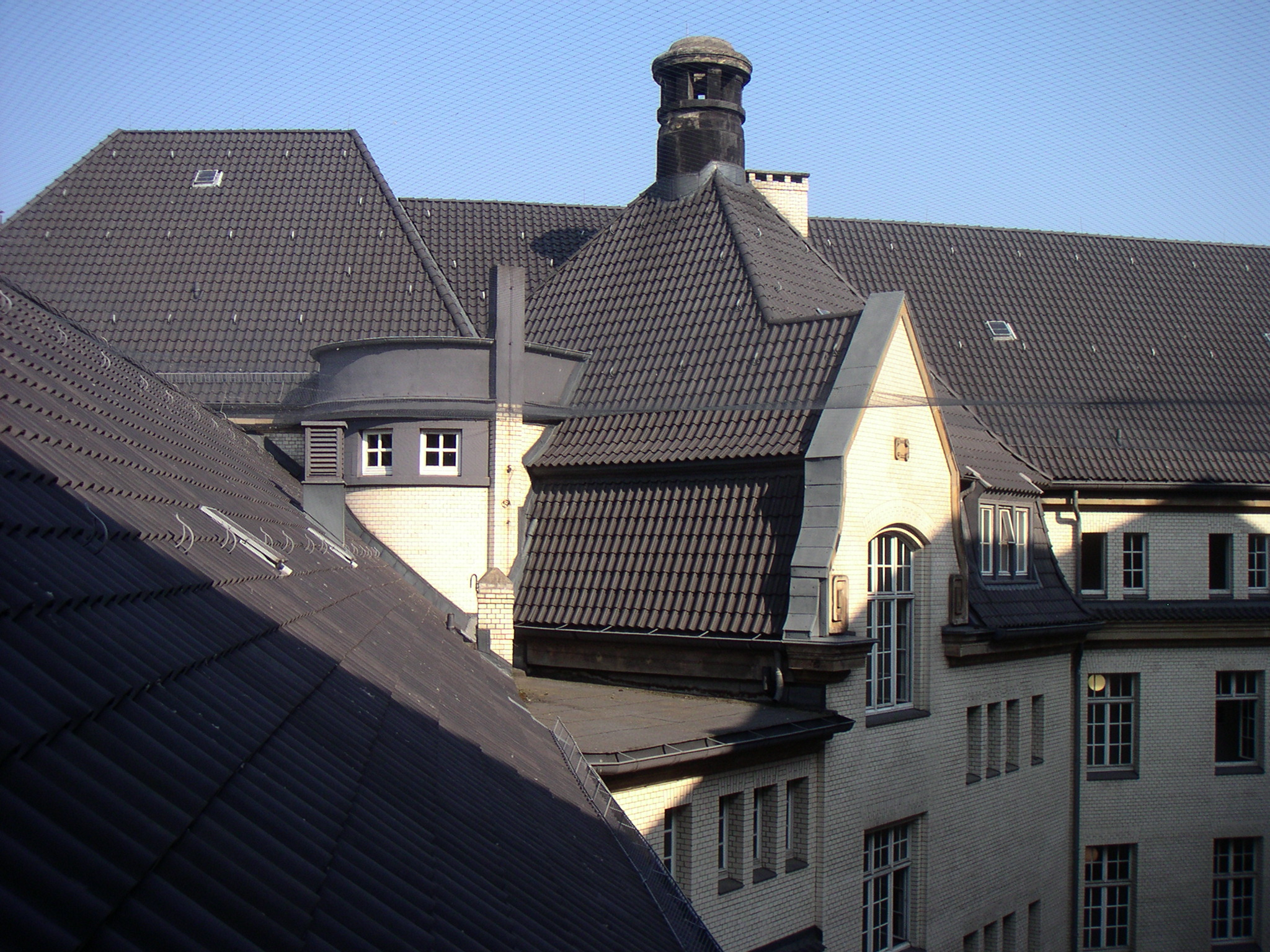
Innenhof mit hinterem Treppenhaus
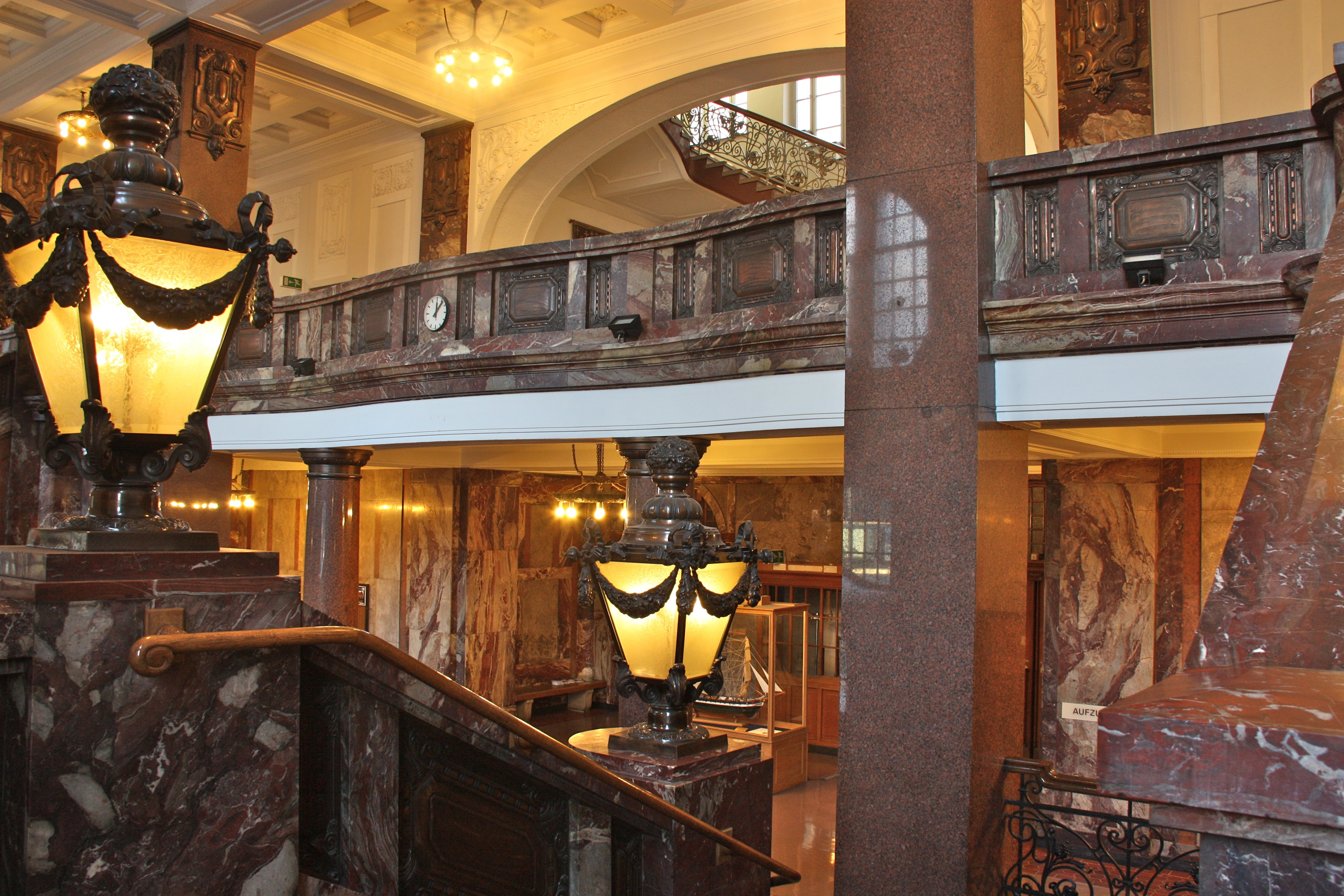
Eingangshalle
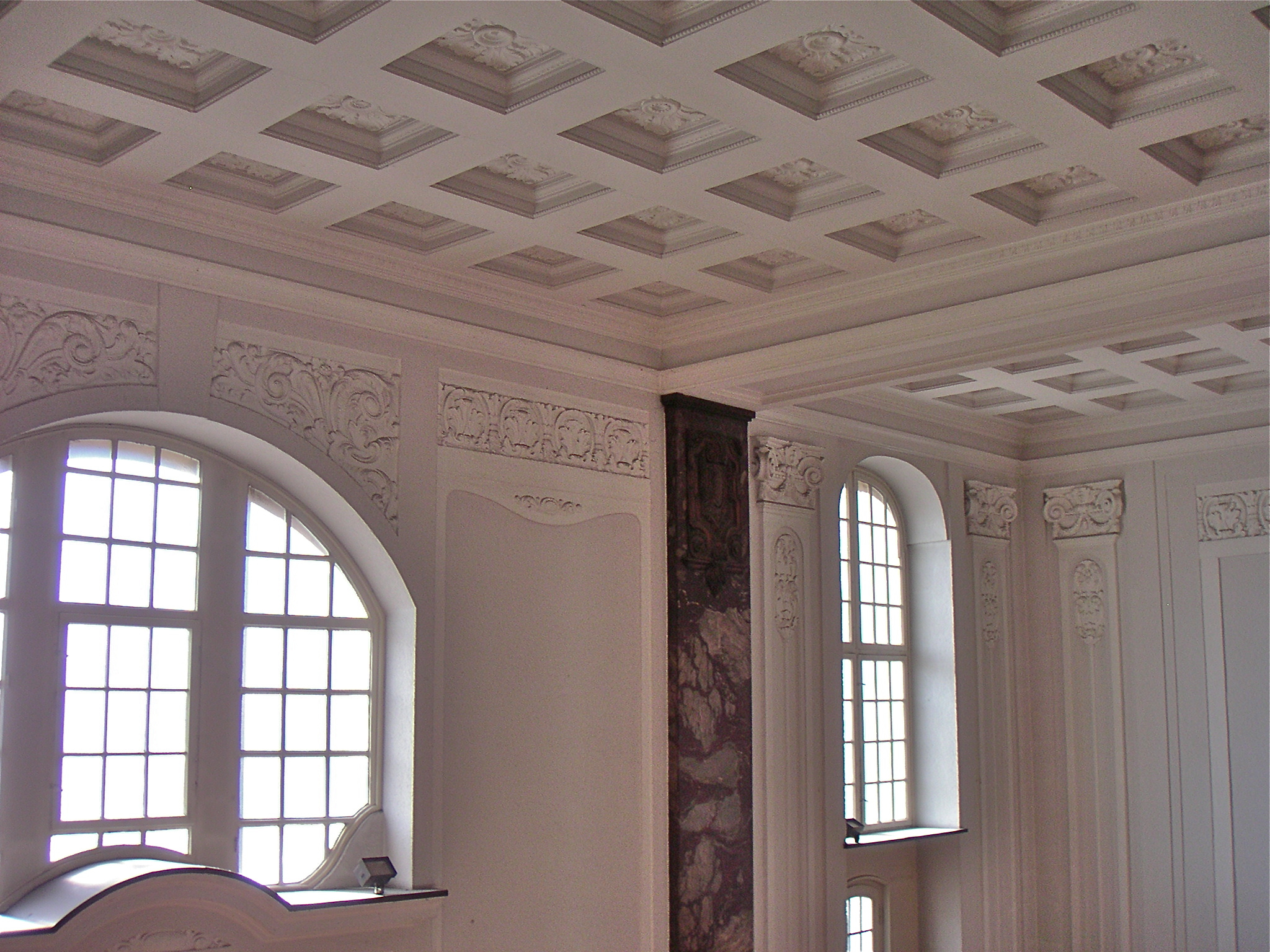
Kassettendecke in der Eingangshalle
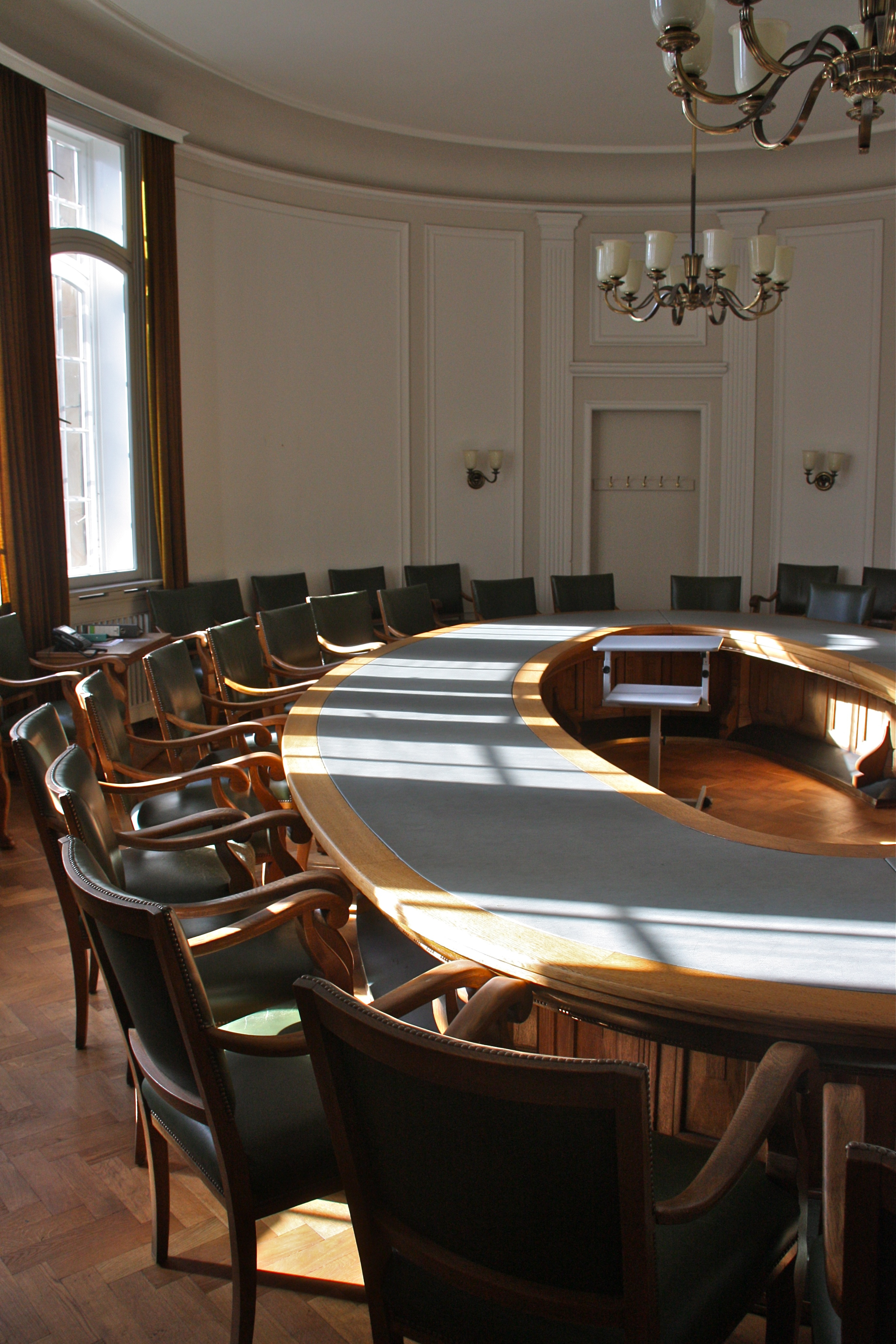
Sitzungssaal
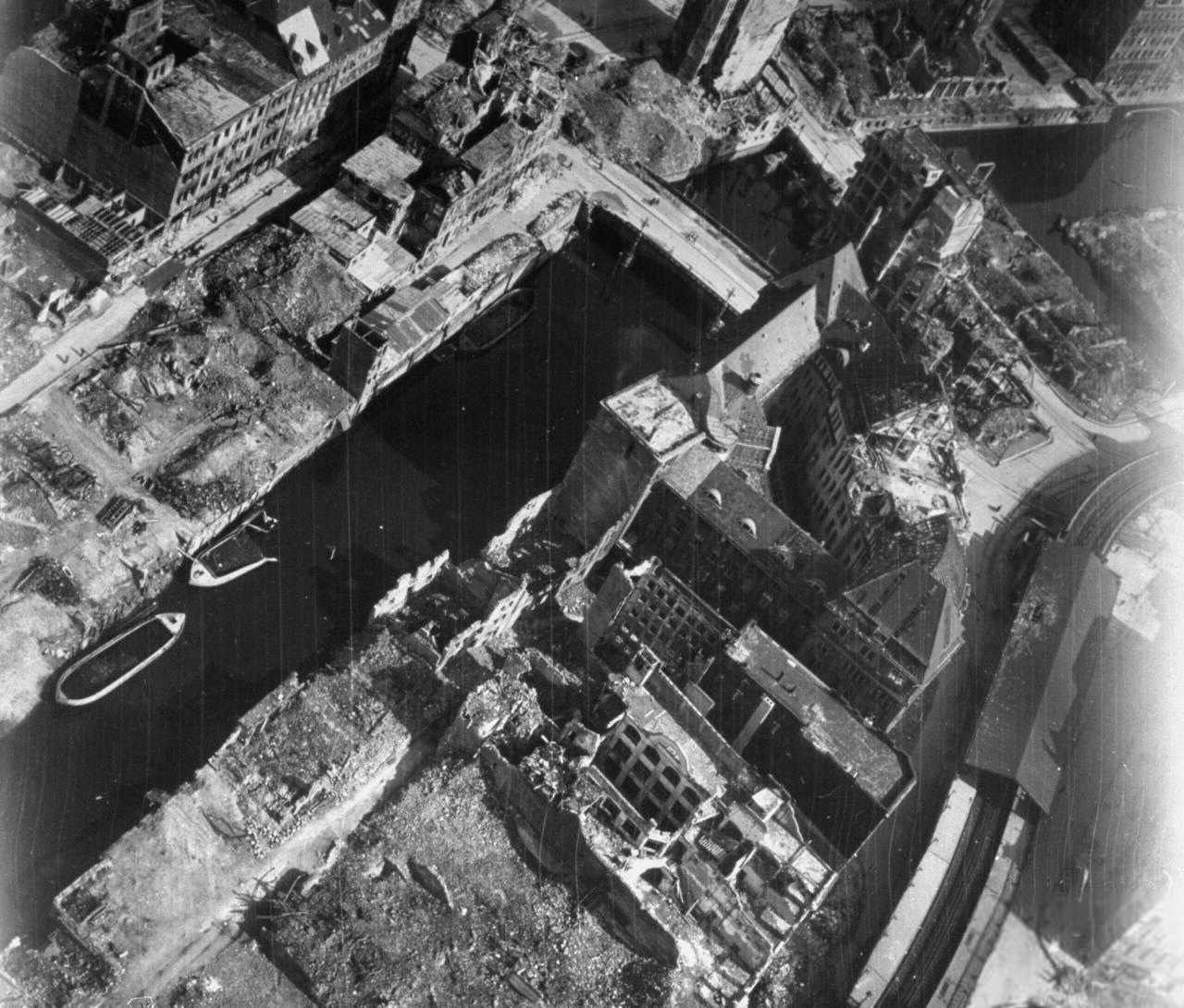
Zustand des Gebäudes 1945

## Nutzung nach Fertigstellung
Das Gebäude wurde seit 1910 als Bürogebäude verschiedener in Hamburg ansässiger Finanzverwaltungen genutzt. Bis zu ihrer Auflösung im Jahre 2009 war hier die Oberfinanzdirektion Hamburg untergebracht. Seit 2009 befanden sich in dem Gebäude Teile der Bundesfinanzdirektion Nord und der Hamburger Finanzbehörde.
Im Jahre 2011 entschieden Bund und Land gemeinsam, das Gebäude zukünftig nicht mehr durch Behörden nutzen zu lassen und boten es zum Verkauf an. Den Zuschlag für den Verkauf erhielt im Oktober 2012 ein Immobilienkonsortium aus München, das das Gebäude Ende 2014 an die Unternehmensgruppe Frasers Hospitality verkaufte, die es bis 2018 in ein Hotel umgebaut hat.
Die Eröffnung mit 154 Gästezimmern erfolgte im Jahre 2019.